# Furthof (Geisenfeld)
Furthof ist ein Stadtteil von Geisenfeld im oberbayerischen Landkreis Pfaffenhofen an der Ilm. Die Einöde liegt circa zwei Kilometer östlich von Geisenfeld und ist über die Kreisstraße PAF 31 zu erreichen.
Am 1. April 1971 wurde Furthof als Ortsteil der bis dahin selbständigen Gemeinde Gaden zu Geisenfeld eingegliedert.
1987 hatte Furthof fünf Einwohner.